# 东葛站
东葛站是一个京沪线上的铁路车站，位于江苏省南京市浦口区永宁街道东葛村，建于1909年，目前为四等站，邮政编码为211812。车站客运于2009年停办；货运办理整车货物发到；危险货物仅办理农药、化肥发到。